# 白川町立佐見中学校
白川町立佐見中学校（しらかわちょうりつ さみちゅうがっこう）は岐阜県加茂郡白川町にあった公立の中学校。

## 概要
- 佐見小学校の児童が進学する。
- 白川町の人口減、生徒数減により、2022年（令和4年）に「白川町立白川中学校」に統合され、校舎は白川町立佐見小学校校舎に転用された[1]。

## 沿革
- 1947年（昭和22年）
  - 4月1日 - 加茂郡佐見村に佐見村立佐見中学校が開校。校舎は上佐見小学校の校舎の一部を使用し、下佐見小学校の校舎の一部に下佐見分校を設置する[注釈 1]
  - 5月3日 - 開校式。
- 1949年（昭和24年）8月 - 現在地に校舎を新築。下佐見分校を廃止。
- 1956年（昭和31年）9月30日 - 白川町、佐見村、黒川村、蘇原村が合併して白川町となる。同時に白川町立佐見中学校に改称する。
- 1991年（平成3年）3月 - 現在の体育館が完成。
- 1998年（平成10年）4月 - 現在の校舎（鉄筋コンクリート造3階建）が完成。
- 2022年 (令和4年) 3月 - 白川町立白川中学校に統合し、閉校。